# (83) Беатрис
(83) Беатрис (итал. Beatrix) — астероид главного пояса, который принадлежит к спектральному классу X. Он был открыт 26 апреля 1865 года итальянским астрономом Аннибале де Гаспарисом в обсерватории Каподимонте, Италия и назван в честь Беатриче Портинари, тайной возлюбленной итальянского поэта Данте Алигьери. Это последний астероид, открытый учёным.

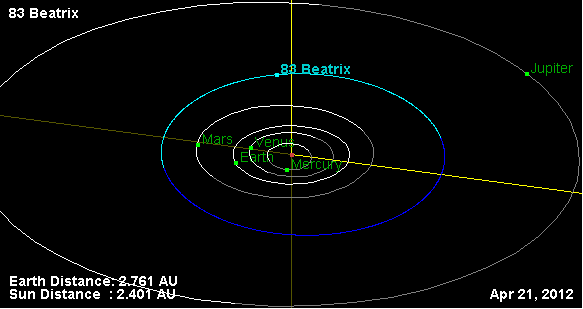
Орбита астероида Беатрис и его положение в Солнечной системе

По результатам наблюдений, проведённых в Харьковской обсерватории (1985, 1988, 1990, 1991) и обсерватории Лоуэлла (1984), были измерены период вращения астероида и его форма. Беатрис имеет форму трёхосного эллипсоида со следующим соотношением полуосей: a/b = 1,26; b/c = 1,16.
Наблюдениями обнаружены значительные неоднородности в распределении химико-минералогического состава поверхностного вещества астероида, проявляющиеся при разных фазах вращения.